# Вигодський горизонт
| Система/ Період                                                          | Відділ/ Епоха    | Ярус/ Вік           | Вік (млн років) | Вік (млн років) |
| ------------------------------------------------------------------------ | ---------------- | ------------------- | --------------- | --------------- |
| Неоген, N                                                                | Міоцен, N1       | Аквітанський, N1aqt | молодше         | молодше         |
| Палеоген, Ꝑ                                                              | Олігоцен, Ꝑ3     | Хаттський, Ꝑ3h      | 23,03           | 27,82           |
| Палеоген, Ꝑ                                                              | Олігоцен, Ꝑ3     | Рюпельський, Ꝑ3r    | 27,82           | 33,9            |
| Палеоген, Ꝑ                                                              | Еоцен, Ꝑ2        | Приабонський, Ꝑ2p   | 33,9            | 37,8            |
| Палеоген, Ꝑ                                                              | Еоцен, Ꝑ2        | Бартонський, Ꝑ2b    | 37,8            | 41.2            |
| Палеоген, Ꝑ                                                              | Еоцен, Ꝑ2        | Лютецький, Ꝑ2l      | 41,2            | 47,8            |
| Палеоген, Ꝑ                                                              | Еоцен, Ꝑ2        | Іпрський, Ꝑ2i       | 47,8            | 56,0            |
| Палеоген, Ꝑ                                                              | Палеоцен, Ꝑ1     | Танетський, Ꝑ1t     | 56,0            | 59,2            |
| Палеоген, Ꝑ                                                              | Палеоцен, Ꝑ1     | Зеландський, Ꝑ1z    | 59,2            | 61,6            |
| Палеоген, Ꝑ                                                              | Палеоцен, Ꝑ1     | Данський, Ꝑ1d       | 61,6            | 66,0            |
| Крейда, K                                                                | Верхня/Пізня, K2 | Маастрихтський, K2m | древніше        | древніше        |
| Підрозділи палеогенової системи наведені згідно МКС, станом на 2018 рік. |                  |                     |                 |                 |
| п о р                                                                    |                  |                     |                 |                 |

Ви́годський горизонт — літостратиграфічний підрозділ нижньо-середньоеоценових відкладів Складчастих Карпат.

## Загальна інформація
Назву бере від Вигодської світи. Поширений в українських Карпатах. Стратотип — Вигодська світа.

## Літологія
На північному схилі горизонт складають масивні грубошаруваті пісковики вигодської і орявської світ, роженську піскувато-мергельну світу, пасічнянські вапняки, буковинські шари та верхню частину витвицької світи. На південному схилі Карпат до його складу включають масивні шаруваті пісковики драгівської світи, нижню частину вульшавської, частину метовської, вульховчикської, великобанської світ та топільчанську світу. Потужність горизонту становить від 100—200 до 600 м. Залягає згідно на тонкоритмічному фліші манявської світи, перекривається відкладами бистрицької світи.

## Фауністичні і флористичні рештки
- Cibicides westi Howe
- Cibicides ventratumidus Mjatl.
- Truncorotalia aragonensis Nutt.
- Nummulites laevigatus Brug.
- Nummulites distans Desh.

| ←        | \| Кайнозой \| Кайнозой \| Кайнозой \| \| Палеоген \| Неоген \| Антропоген \| \| -------- \| -------- \| ---------- \| | →          |
| Кайнозой | |            |
| Палеоген | Неоген | Антропоген |